# Ciuhoi
Ciuhoi (Hongaars: Berettyócsohaj) is een Roemeense gemeente in het district Bihor.
De gemeente Ciuhoi telt 2333 inwoners. In 2012 werd de naam van de gemeente gewijzigd naar de naam van het grootste dorp; Sâniob. Dit is de fonetische uitspraak van de Hongaarse naam Szentjobb in het Roemeens. De meeste inwoners van de gemeente zijn etnische Hongaren (zie: Hongaarse minderheid in Roemenië). De gemeente maakt deel uit van de streek Érmellék. Eigenlijk behoort alleen het hoofddorp tot etnisch Hongaars gebied, de drie dorpen ten zuiden van de rivier de Barcău/Berettyó zijn Roemeenstalig.
De gemeente bestaat uit de volgende dorpen:
- Ciuhoi (Berettyócsohaj 420 inwoners (19 Hongaren)
- Cenaloş (Biharcsanálos) 262 inwoners (49 Hongaren)
- Sâniob (Szentjobb) 1391 inwoners (1220 Hongaren)
- Sfârnaș (Berettyófarnos) 260 inwoners 97 Hongaren).